# Chloracetaldehyd
Chloracetaldehyd (systematický název chlorethanal) je organická sloučenina se vzorcem ClCH2CHO. Podobně jako některé příbuzné sloučeniny je vysoce elektrofilním reagenciem a potenciálně nebezpečným alkylačním činidlem. Běžně se nevyskytuje v bezvodé formě, nýbrž jen jako hydrát (acetal), ClCH2CH(OH)2. Chloracetaldehyd je užitečnou surovinou pro syntézu, např. farmaceutických sloučenin.

## Syntéza a reakce
Hydrát chloracetaldehydu se vyrábí oxidací vodného roztoku vinylchloridu pomocí chloru:
ClCH=CH2 + Cl2 + 2 H2O → ClCH2CH(OH)2 + 2 HCl
Lze ho připravovat také z vinylacetátu.
Jakožto bifunkční sloučenina je chloracetaldehyd všestranným prekurzorem mnoha heterocyklických sloučenin. Kondenzuje s deriváty thiomočoviny za vzniku aminothiazolů. Tato reakce byla dříve důležitá jako prekurzor sulfathiazolu, jednoho z prvních sulfonamidů.

## Životní prostředí
Chloracetaldehyd je metabolitem při degradaci 1,2-dichlorethanu, který se nejprve převádí na chlorethanol. Tato metabolická dráha je velmi důležitá, protože se ročně vyrábí miliony tun 1,2-dichlorethanu jakožto prekurzoru vinylchloridu.